# Lijst van beschermd erfgoed in Honnelles
Onderstaande tabel geeft een overzicht van de beschermde erfgoederen in de gemeente Honnelles. Het beschermd erfgoed maakt onderdeel uit van het cultureel erfgoed in België.
| Object                                                                         | Bouwjaar/architect | Deelgemeente  | Adres             | Coördinaten                   | Nummer?                | Afbeelding                                                                     |
| ------------------------------------------------------------------------------ | ------------------ | ------------- | ----------------- | ----------------------------- | ---------------------- | ------------------------------------------------------------------------------ |
| Vallei van de Honnelle en de "Caillou qui bique"                               |                    | Roisin, Angre |                   | 50° 21' 37" NB, 3° 41' 37" OL | 53083-CLT-0001-01 Info | Vallei van de Honnelle en de "Caillou qui bique"                               |
| Kasteelhoeve: duiventoren                                                      |                    | Onnezies      | rue Grande, n°18  | 50° 21' 52" NB, 3° 43' 2" OL  | 53083-CLT-0002-01 Info |                                                                                |
| Kerk Saint-Martin                                                              |                    | Angre         |                   | 50° 22' 5" NB, 3° 41' 42" OL  | 53083-CLT-0003-01 Info | Kerk Saint-Martin                                                              |
| Kasteel van Roisin: oude bijgebouwen geheten "les tourelles" (gevels en daken) |                    | Roisin        |                   | 50° 19' 53" NB, 3° 41' 53" OL | 53083-CLT-0004-01 Info | Kasteel van Roisin: oude bijgebouwen geheten "les tourelles" (gevels en daken) |
| Sint-Ghislenuskerk met parkje, en klooster te Erquennes                        |                    | Erquennes     | Rue Longue 54, 41 |                               | 53083-CLT-0015-01 Info | Sint-Ghislenuskerk met parkje, en klooster te Erquennes                        |